# Karl Kaltenbach
Karl Kaltenbach (Berlino, 15 giugno 1882 – 22 aprile 1950) è stato un tiratore di fune, discobolo, giavellottista e pesista tedesco.

## Biografia
Ha partecipato ai giochi olimpici di Atene di 1906, dove ha vinto la medaglia d'oro nel tiro alla fune con la squadra tedesca, battendo la squadra greca.
Ha partecipato anche alle gare di atletica; nel getto del peso, nel lancio del disco, nel lancio del giavellotto, nel pentathlon antico e nel lancio della pietra.

## Palmarès
In carriera ha conseguito i seguenti risultati:
- Giochi olimpici

Atene 1906: oro nel tiro alla fune.